# Adiantum hispidulum
Adiantum hispidulum är en kantbräkenväxtart som beskrevs av Olof Peter Swartz. Adiantum hispidulum ingår i släktet Adiantum och familjen Pteridaceae.

## Underarter
Arten delas in i följande underarter:
- A. h. hypoglaucum
- A. h. minus
- A. h. whitei

## Bildgalleri

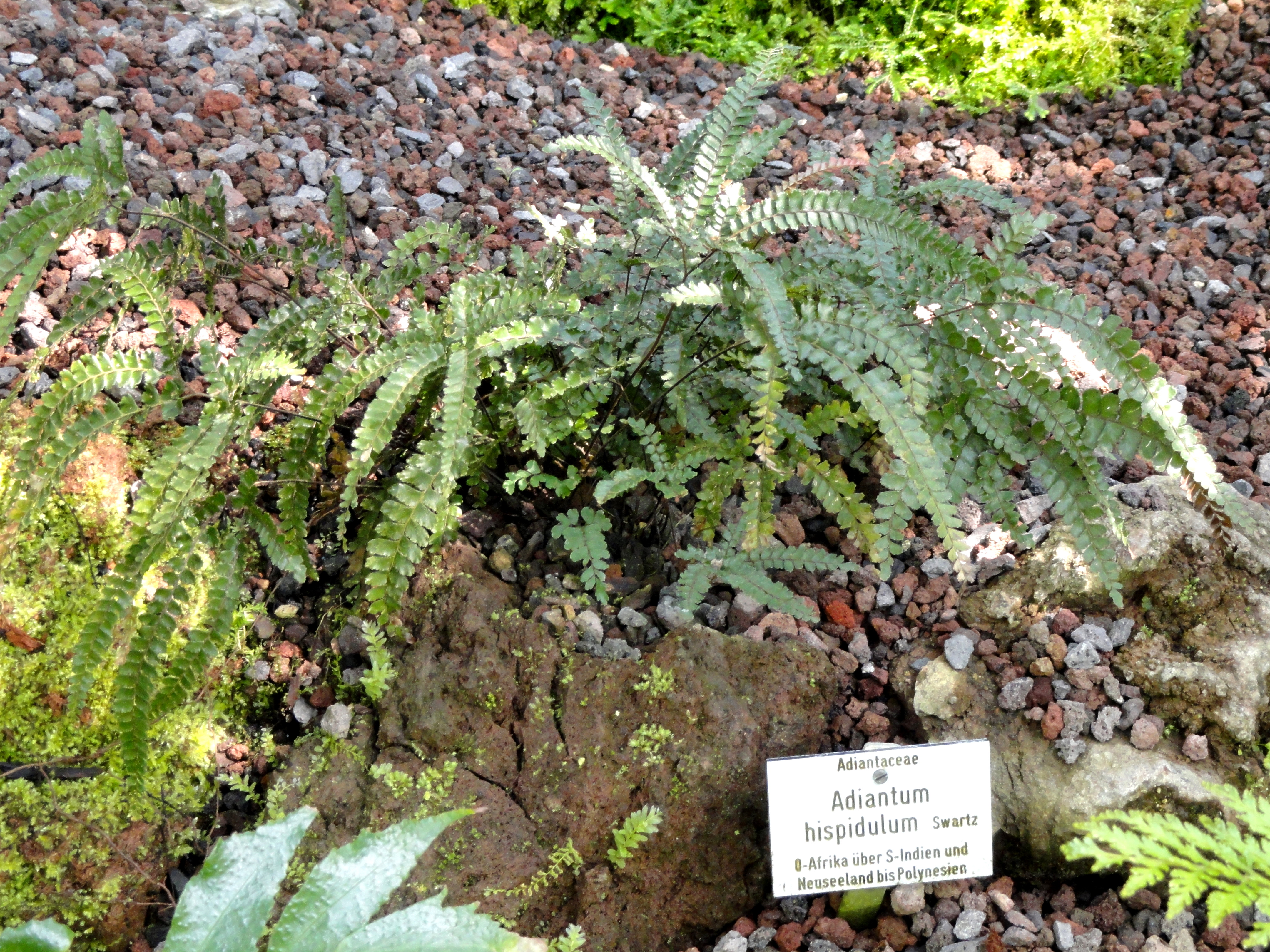
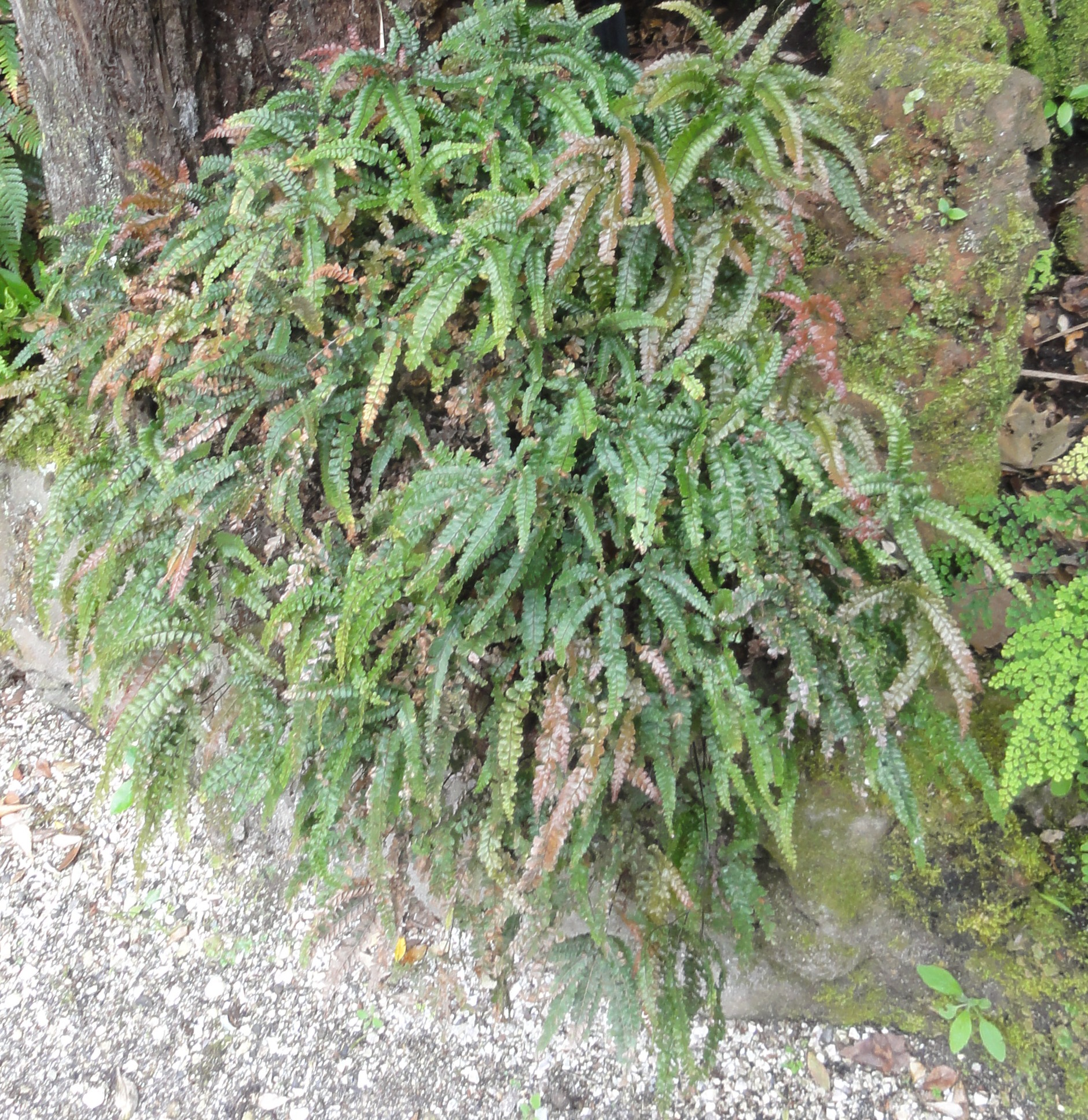
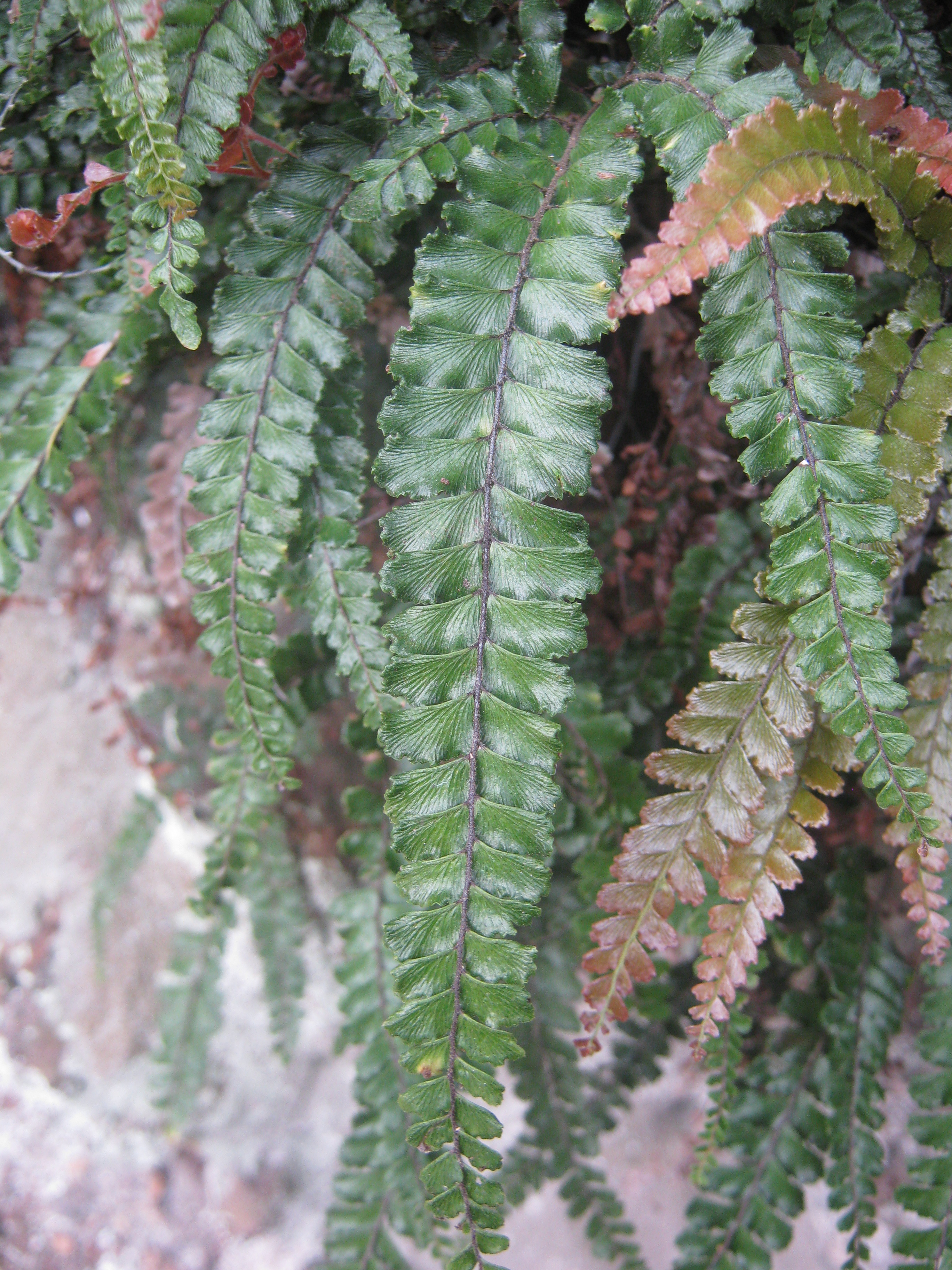
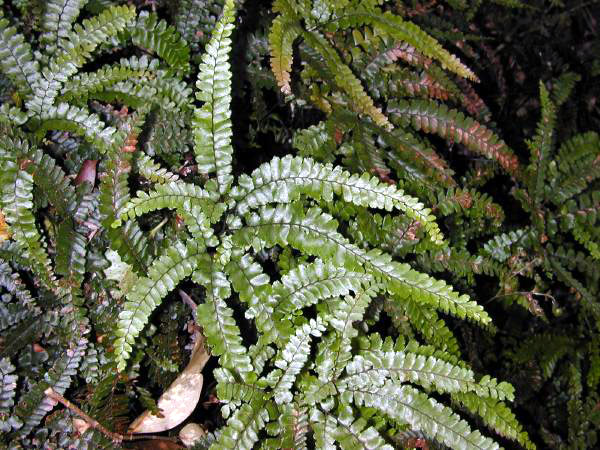
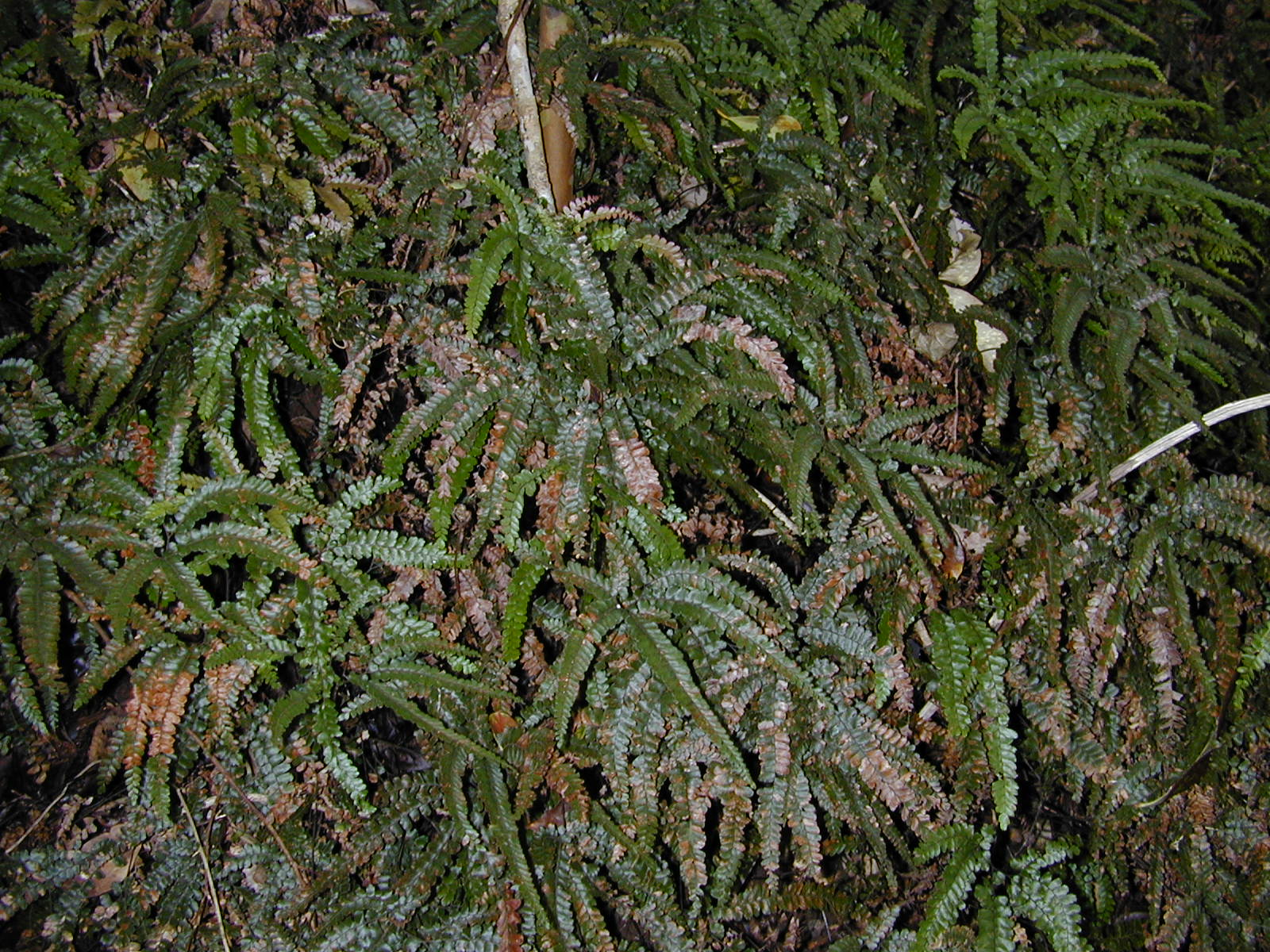
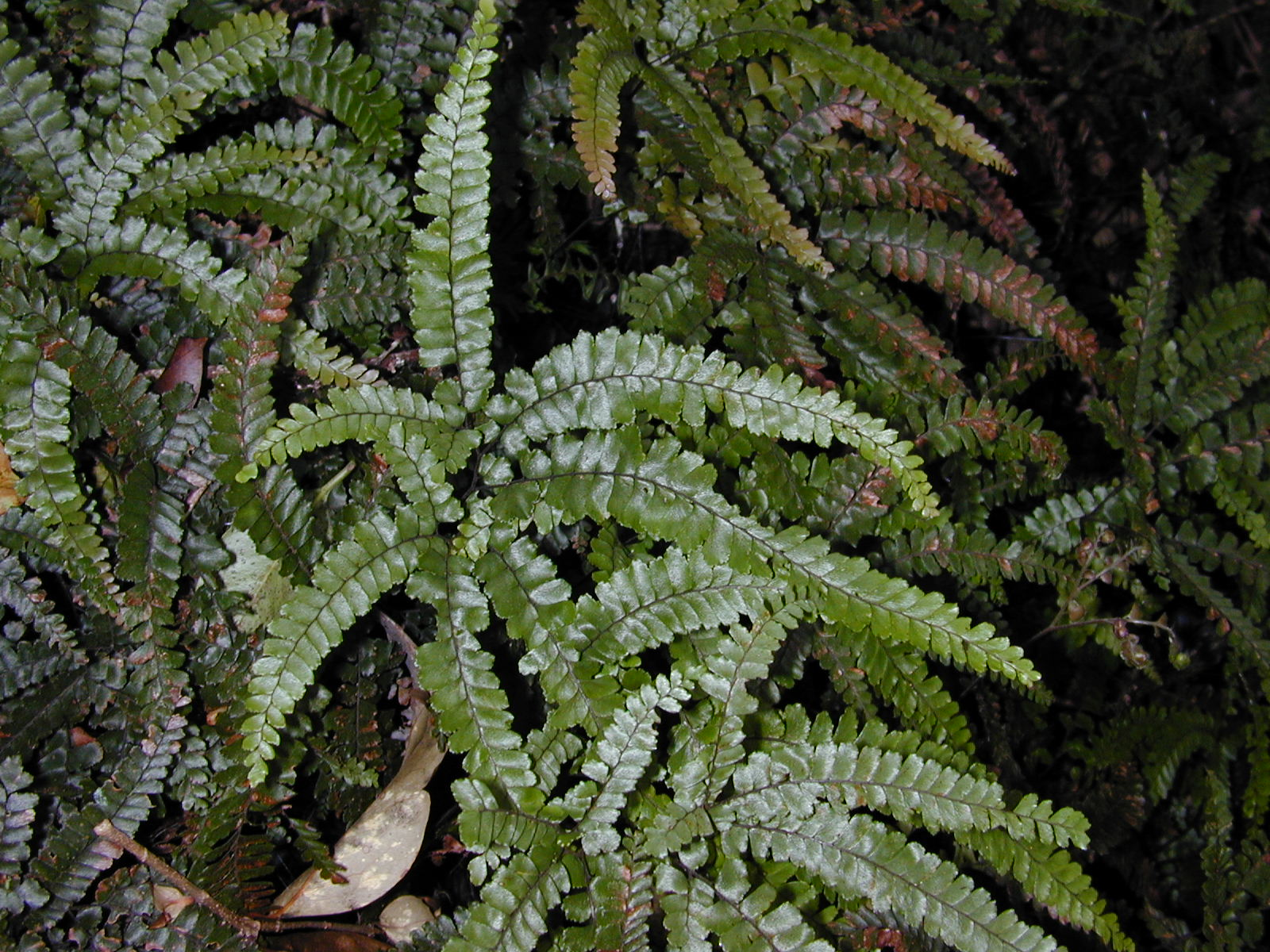